# Vittorio Staccione
Vittorio Staccione (Torino, 9 aprile 1904 – Gusen, 16 marzo 1945) è stato un calciatore italiano, di ruolo centrocampista.
Negli almanacchi sportivi viene riportato anche come Staccione I, per distinguerlo dal fratello Eugenio Staccione II, anch'egli calciatore.

## Carriera

### Primo periodo al Torino
Vittorio nasce in viale Madonna di Campagna 4 a Torino, in una piccola casa che oggi non esiste più, essendo stata distrutta durante i bombardamenti della seconda guerra mondiale. 
Tifoso del Toro fin da bambino, inizia a giocare per strada, prendendo a calci un pallone di stracci, insieme al fratello minore Eugenio Staccione.
Scoperto nei campetti della periferia torinese, da Enrico Bachmann, capitano del Toro; venne inserito nelle giovanili granata nel 1919; esordì nel Torino, nella massima divisione nazionale, con un autogol, il 3 febbraio 1924, a Novara, contro l'Hellas Verona) al fianco del coetaneo Antonio Janni (nel Toro dal 1918 al 1937) .
Nel campionato di 1923-24 fece registrare 2 presenze.

### Cremonese
L'obbligo di leva (è chiamato a svolgere il servizio militare a Cremona) costringe il Torino a mandarlo in prestito alla Cremonese. Qui giocherà la stagione 1924-25 con profitto: 18 presenze. 
Cremona è la città di Roberto Farinacci, "ras" fascista e direttore del giornale cittadino; Staccione è di fede socialista ed era talmente inviso ai fascisti che nelle cronache sportive sul giornale "Cremona Nuova", al posto del suo nome veniva inserita una X, o il suo nome veniva addirittura sostituito con quello di un altro giocatore.
Le prestazioni in maglia grigiorossa convincono la società granata a farlo rientrare nelle file del Torino.

### Ritorno al Torino
Nella prima stagione di ritorno al Toro, campionato 1925-26, colleziona 6 presenze.
Nella stagione successiva, nel 1926-27 è titolare fisso, e conta 11 presenze su 28 partite in campionato e 1 in Coppa Italia.
Tuttavia, non può partecipare alla partita di inaugurazione dello stadio Filadelfia, il 17 ottobre 1926 contro la Fortitudo Roma, in quanto pochi giorni prima alcuni fascisti gli rompono due costole, salta quindi la seconda parte del campionato, laureandosi comunque campione d'Italia (titolo poi revocato per il "caso Allemandi").
Il 20 marzo 1927 la sua ultima partita nel Toro, contro la Sampierdarenese, a Genova (nel contempo debutta il fratello Eugenio Staccione, portiere).

### Fiorentina

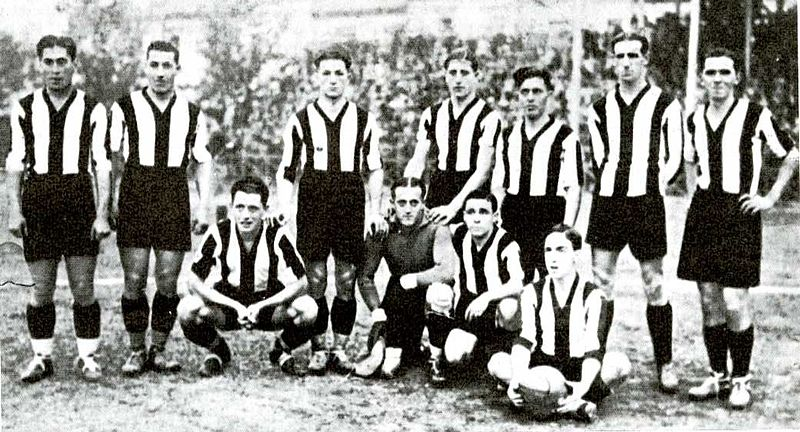
La Fiorentina nel 1928-29, da sinistra;Tommasi, Staccione, Paniati, Meucci, Salvatorini, Borgato e Pilati Accosciati; De Santis, Sernagiotto, Bassi e Giacomelli

Nella stagione successiva Vittorio viene acquistato dalla Fiorentina del Marchese Ridolfi.
Nelle 4 stagioni successive, dal 1927 al 1931, colleziona ben 95 presenze nei Viola, record per quei tempi; divenendo un pilastro insostituibile del centrocampo gigliato, e contribuendo in modo decisivo alla promozione, nel 1930-31, della Fiorentina in Serie A. 
Durante la permanenza a Firenze Vittorio è colpito da un gravissimo lutto familiare: durante il parto muoiono la giovanissima moglie Giulia Vannetti e la figlioletta neonata, Maria Luisa. 
Vittorio è distrutto da questa tragedia ma il suo rendimento sportivo, almeno in un primo momento, non ne risente.

### Cosenza, Savoia e Chieri
Pur essendo ancora un calciatore ancora con prestazioni di alto livello, nel 1931 è ceduto, per pressioni politiche, al Cosenza in Prima Divisione (Serie C). Qui gioca per i tre successivi campionati trovando come allenatore un vecchio compagno di squadra del Torino, Balacics.
Dopo una breve esperienza di gioco, nel Savoia di Torre Annunziata (campionato di Prima Divisione '34-'35) sempre in Serie C, torna a Torino al suo lavoro di operaio alla FIAT alternando ancora un paio di partite in II Divisione (serie D) con gli Azzurri del calcio  Chieri  nel 1935/1936, segnando su punizione, anche l'unico gol della sua carriera professionistica.

## Politica
Fin da giovanissimo, alla passione per il calcio Vittorio Staccione unisce quella per la militanza politica, condotta dalla parte degli operai e degli sfruttati. Una scelta che in un periodo in cui la prepotenza del regime fascista non ammette opposizione, pagherà molto cara.
«Mio zio - ha dichiarato Federico Molinario - era una persona buona, riservata, dava poca confidenza. Fin da ragazzino aveva iniziato a frequentare i circoli socialisti torinesi, per quello è sempre stato inviso al fascismo. Spesso veniva aggredito dagli squadristi; se tentava di difendersi veniva arrestato, con l’accusa di resistenza. Ma non era un violento».
Lasciato il calcio a soli 31 anni, inizia a lavorare in diverse fabbriche torinesi. Considerato dal regime un pericoloso sovversivo, è spesso arrestato dall'OVRA, la polizia segreta del regime. 
Dopo lo scoppio della guerra è sempre più spesso tenuto sotto controllo; spesso viene arrestato, schedato, fotosegnalato dall’OVRA. 
A condannarlo sarà la sua partecipazione all’organizzazione degli scioperi del 1º marzo 1944 nelle fabbriche di Torino.
Il 12 marzo viene arrestato dalla polizia di Madonna di Campagna, che lo consegna alle SS. Pochi giorni prima era stato arrestato suo fratello Francesco. 
«Il commissario di polizia cercò di salvarlo - racconta Federico Molinario -, gli spiegò che doveva andare a lavorare in Germania, dove faceva molto freddo e gli disse di andare a casa e mettere in valigia abiti pesanti: gli stava offrendo la possibilità di fuggire, ma lui non lo fece. Tornò, con la valigia, consegnandosi ai tedeschi; qualche giorno dopo fu caricato su un treno destinazione Mauthausen».
Vittorio è deportato il 16 marzo 1944, sul convoglio ferroviario n. 34. Giunge a Mauthausen il 20 marzo e gli viene assegnato il numero di matricola 59160; categoria "prigionieri politici", con il "triangolo rosso" sul petto.
I sopravvissuti di Mauthausen raccontano che ogni tanto riusciva a incontrare suo fratello Francesco, anche lui deportato a Mauthausen.
In prigionia Vittorio conosce Ferdinando Valletti, mediano del Milan e Carlo Castellani attaccante dell'Empoli.
Per il loro passato sportivo, Vittorio Staccione e Valletti, vengono reclutati dalle SS per una partita di calcio. Alcuni sopravvissuti hanno raccontato di quando le SS, non avendo abbastanza calciatori in campo, chiamavano a giocare i prigionieri. Proprio l'immagine di Vittorio Staccione, ridotto in pelle e ossa, che entra in campo per l’ultima volta, con la casacca a righe da detenuto, apre il libro "Il mediano di Mauthausen" del giornalista Francesco Veltri. 
Uno dei tanti pestaggi subiti delle guardie del campo di Gusen, gli procura una profonda ferita alla gamba. Privato delle cure necessarie, muore di setticemia e gangrena il 16 marzo 1945.
Suo fratello Francesco lo segue, morendo di stenti nove giorni dopo, il 25 marzo.

## Memoria
Il 6 ottobre 2012 Vittorio Staccione è stato inserito nella Hall Of Fame della Fiorentina come miglior giocatore viola tra gli anni '20 e '30.
In memoria di Vittorio Staccione, il 16 giugno 2015, all'interno dello Stadio Giovanni Zini, di Cremona, è stata dedicata una lapide in marmo, come simbolo di tutti quegli atleti che, nel corso della Seconda Guerra Mondiale, hanno pagato con la loro vita l'opposizione al regime fascista. A scolpire l’immagine in bronzo (un pallone dietro a un filo spinato) è stato l’artista Mario Coppetti, classe 1913: a 11 anni aveva visto giocare Staccione nella Cremonese, a 102 ha voluto rendere omaggio a un eroe della sua gioventù.
(Iscrizione della lapide in memoria di Vittorio Staccione I)

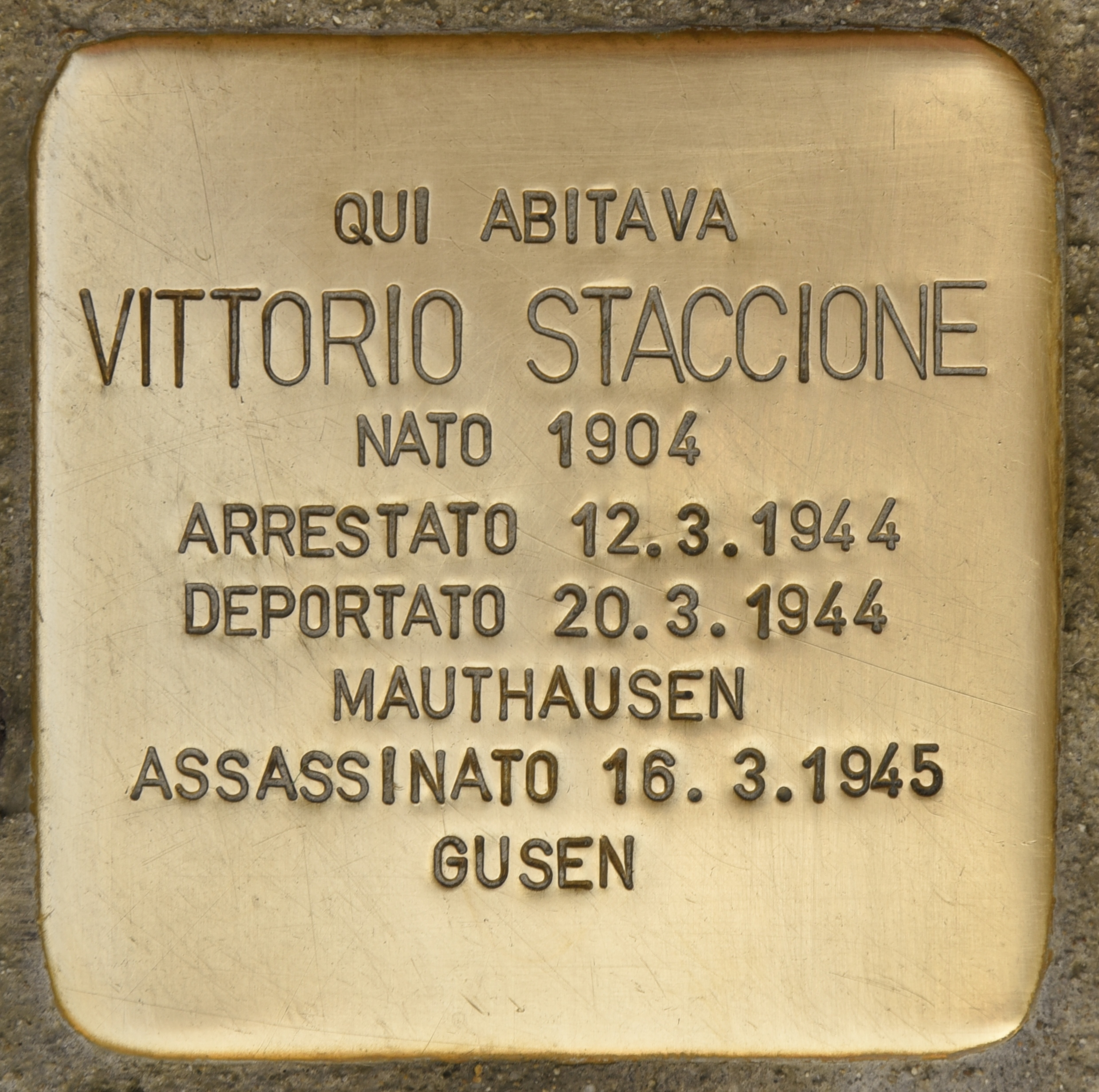
La pietra d'inciampo dedicata a Vittorio Staccione

Il 22 gennaio 2019 è stata posta in Via San Donato 27, a Torino (dove abitava al momento della deportazione), una pietra d'inciampo a lui dedicata, a perenne ricordo del suo sacrificio in nome della libertà.
Nel 2020 una pietra d’inciampo è posizionata anche in via Pianezza 10, dove abitò il fratello Francesco.
Sempre nel 2020 l'Anpi della provincia di Cosenza ha premiato Francesco Veltri per aver ricordato la figura di Vittorio Staccione nel libro "Il mediano di Mauthausen".
Il 25 aprile del 2022, alla presenza del Sindaco di Cosenza, è stata posta una targa a memoria di Vittorio Staccione, per iniziativa dell'ICSAIC e dell'ANPI nel parco Emilio Morrone di Cosenza. Nel luogo in cui sorgeva lo stadio "Città di Cosenza",  in cui Staccione giocò dal 1931 al 1934.

## Palmarès
- Campionato italiano: 1 (revocato)

Torino: 1926-1927
- Campionato italiano di Serie B: 1

Fiorentina: 1930-1931
- Nel 2012 inserito nella "Hall of Fame" Viola della Fiorentina, come miglior giocatore degli anni '20 e '30.